# Championnat du Pérou de football 1985
Navigation
Saison précédente Saison suivante
La saison 1985 du Championnat du Pérou de football est la cinquante-septième édition du championnat de première division au Pérou. La compétition regroupe trente équipes du pays et se déroule en trois phases et deux tournois.
La première voit les équipes réparties en quatre poules régionales (Metropolitano, Nord, Centre et Sud) où les clubs se rencontrent trois fois (deux fois pour les clubs de la poule Metropolitano). Les meilleures formations de chaque secteur se qualifient pour la Liguilla Regional et le Torneo Descentralizado, les deux compétitions au niveau national.
La deuxième phase est la Liguilla Regional, qui est disputée par les huit meilleures équipes de première phase. Cette Liguilla est jouée sous forme de coupe, avec match à élimination directe. Le vainqueur du groupe Metropolitano est directement qualifié pour les demi-finales. L'équipe qui remporte la Liguilla Regional se qualifie pour la finale nationale pour le titre et obtient également son billet pour la prochaine Copa Libertadores.
La troisième phase est le Torneo Descentralizado. Il prend la forme d'une poule unique qui réunit les seize meilleures équipes de première phase. Les clubs se rencontrent deux fois, à domicile et à l'extérieur. À l'issue du tournoi, les six premiers disputent une Liguilla. Le vainqueur de cette Liguilla se qualifie pour la finale nationale et la Copa Libertadores.
C'est le club d'Universitario de Deportes qui remporte les deux tournois saisonniers. C'est le 17e titre de champion du Pérou de l'histoire du club.

## Compétition
Le barème utilisé pour établir les différents classements est le suivant :
- Victoire : 2 points
- Match nul : 1 point
- Défaite, forfait ou abandon : 0 point

### Première phase

#### Metropolitano
| Rang | Équipe                    | Pts | J  | G  | N  | P  | Bp | Bc | Diff |
| ---- | ------------------------- | --- | -- | -- | -- | -- | -- | -- | ---- |
| 1    | Alianza Lima              | 31  | 22 | 12 | 7  | 3  | 30 | 14 | +16  |
| 2    | Deportivo Municipal       | 29  | 22 | 12 | 5  | 5  | 32 | 23 | +9   |
| 3    | Colegio Nacional Iquitos  | 26  | 22 | 9  | 8  | 5  | 29 | 22 | +7   |
| 4    | Universitario de Deportes | 24  | 22 | 6  | 12 | 4  | 20 | 15 | +5   |
| 5    | Octavio Espinosa          | 23  | 22 | 7  | 9  | 6  | 17 | 21 | -4   |
| 6    | Sporting Cristal          | 21  | 22 | 6  | 9  | 7  | 26 | 25 | +1   |
| 7    | Sport Boys T              | 21  | 22 | 5  | 11 | 6  | 25 | 28 | -3   |
| 8    | Juventud La Joya          | 21  | 22 | 6  | 9  | 7  | 22 | 25 | -3   |
| 9    | Unión Huaral              | 20  | 22 | 4  | 12 | 6  | 23 | 24 | -1   |
| 10   | Juventud La Palma         | 19  | 22 | 3  | 13 | 6  | 18 | 19 | -1   |
| 11   | San Agustín               | 18  | 22 | 3  | 12 | 7  | 26 | 29 | -3   |
| 12   | Atletico Chalaco          | 11  | 22 | 2  | 7  | 13 | 9  | 32 | -23  |

|  | Qualification pour la Liguilla Regional      |
|  | Qualification pour la Torneo Descentralizado |
|  | Participation au barrage de qualification    |
|  | T : Tenant du titre                          |

#### Nord
| Rang | Équipe                           | Pts | J  | G | N | P | Bp | Bc | Diff |
| ---- | -------------------------------- | --- | -- | - | - | - | -- | -- | ---- |
| 1    | Carlos A. Mannucci               | 20  | 15 | 7 | 6 | 2 | 22 | 10 | +12  |
| 2    | Los Espartanos                   | 16  | 15 | 6 | 4 | 5 | 18 | 14 | +4   |
| 3    | Universidad Técnica de Cajamarca | 16  | 15 | 4 | 8 | 3 | 11 | 11 | 0    |
| 4    | Sport Pilsen                     | 16  | 15 | 5 | 6 | 4 | 11 | 11 | 0    |
| 5    | José Gálvez                      | 12  | 15 | 4 | 4 | 7 | 12 | 19 | -7   |
| 6    | Atlético Torino                  | 10  | 15 | 4 | 2 | 9 | 16 | 25 | -9   |

|  | Qualification pour la Liguilla Regional      |
|  | Qualification pour la Torneo Descentralizado |

#### Centre
| Rang | Équipe                     | Pts | J  | G | N | P | Bp | Bc | Diff |
| ---- | -------------------------- | --- | -- | - | - | - | -- | -- | ---- |
| 1    | Asociación Deportiva Tarma | 20  | 15 | 8 | 4 | 3 | 21 | 12 | +9   |
| 2    | Deportivo Junín            | 15  | 15 | 6 | 3 | 6 | 13 | 13 | 0    |
| 3    | Deportivo COOPTRIP         | 15  | 15 | 5 | 5 | 5 | 11 | 13 | -2   |
| 4    | Defensor ANDA              | 14  | 15 | 4 | 6 | 5 | 15 | 11 | +4   |
| 5    | León de Huánuco            | 13  | 15 | 3 | 7 | 5 | 14 | 15 | -1   |
| 6    | Chanchamayo                | 13  | 15 | 4 | 5 | 6 | 13 | 23 | -10  |

|  | Qualification pour la Liguilla Regional      |
|  | Qualification pour la Torneo Descentralizado |
|  | Participation au barrage de qualification    |

#### Sud
| Rang | Équipe              | Pts | J  | G  | N | P  | Bp | Bc | Diff |
| ---- | ------------------- | --- | -- | -- | - | -- | -- | -- | ---- |
| 1    | Coronel Bolognesi   | 24  | 15 | 11 | 2 | 2  | 31 | 8  | +23  |
| 2    | FBC Melgar          | 24  | 15 | 10 | 4 | 1  | 25 | 6  | +19  |
| 3    | Alfonso Ugarte      | 18  | 15 | 8  | 2 | 5  | 20 | 12 | +8   |
| 4    | Cienciano del Cusco | 11  | 15 | 4  | 3 | 8  | 15 | 24 | -9   |
| 5    | Atlético Huracán    | 10  | 15 | 3  | 4 | 8  | 16 | 27 | -11  |
| 6    | Diablos Rojos       | 3   | 15 | 1  | 1 | 13 | 7  | 37 | -30  |

|  | Qualification pour la Liguilla Regional      |
|  | Qualification pour la Torneo Descentralizado |

#### Barrages de qualification
Un club du groupe Metropolitano et un du groupe Central disputent un barrage pour déterminer le dernier qualifié pour le Torneo Descentralizado. Les barrages se jouent sous forme de matchs aller-retour.
| Équipe 1         | Résultat | Équipe 2           | Aller | Retour |
| ---------------- | -------- | ------------------ | ----- | ------ |
| Juventud La Joya | 10 - 0   | Deportivo COOPTRIP | 2 - 0 | 8 - 0  |

### Liguilla Regional
|  | Quarts de finale                    | Quarts de finale                    | Quarts de finale                | Quarts de finale                |                               |                               | Demi-finales | Demi-finales | Demi-finales | Demi-finales |  |  | Finale | Finale | Finale | Finale |
|  |                                     |                                     |                                 |                                 |                               |                               |              |              |              |              |  |  |        |        |        |        |
|  |                                     |                                     |                                 |                                 |                               |                               |              |              |              |              |  |  |        |        |        |        |
|  |                                     |                                     |                                 |                                 |                               |                               |              |              |              |              |  |  |        |        |        |        |
|  | Universitario de Deportes           | Universitario de Deportes           | 4                               | 4                               |                               |                               |              |              |              |              |  |  |        |        |        |        |
|  | Universitario de Deportes           | Universitario de Deportes           | 4                               | 4                               |                               |                               |              |              |              |              |  |  |        |        |        |        |
|  | Carlos A. Mannucci                  | Carlos A. Mannucci                  | 1                               | 1                               |                               |                               |              |              |              |              |  |  |        |        |        |        |
|  | Carlos A. Mannucci                  | Carlos A. Mannucci                  | 1                               | 1                               | Universitario de Deportes tab | Universitario de Deportes tab | 0 (8)        | 0 (8)        |              |              |  |  |        |        |        |        |
|  |                                     |                                     |                                 |                                 | Universitario de Deportes tab | Universitario de Deportes tab | 0 (8)        | 0 (8)        |              |              |  |  |        |        |        |        |
|  |                                     |                                     | Alianza Lima                    | Alianza Lima                    | 0 (7)                         | 0 (7)                         |              |              |              |              |  |  |        |        |        |        |
|  | Alianza Lima                        |                                     | Alianza Lima                    | Alianza Lima                    | 0 (7)                         | 0 (7)                         |              |              |              |              |  |  |        |        |        |        |
|  |                                     |                                     |                                 |                                 |                               |                               |              |              |              |              |  |  |        |        |        |        |
|  | exempt                              |                                     |                                 |                                 |                               |                               |              |              |              |              |  |  |        |        |        |        |
|  | Universitario de Deportes           | Universitario de Deportes           | 3                               | 3                               |                               |                               |              |              |              |              |  |  |        |        |        |        |
|  | Universitario de Deportes           | Universitario de Deportes           | 3                               | 3                               |                               |                               |              |              |              |              |  |  |        |        |        |        |
|  |                                     |                                     | Colegio Nacional de Iquitos     | Colegio Nacional de Iquitos     | 1                             | 1                             |              |              |              |              |  |  |        |        |        |        |
|  | Colegio Nacional de Iquitos         | Colegio Nacional de Iquitos         | Colegio Nacional de Iquitos     | Colegio Nacional de Iquitos     | 1                             | 1                             | 3            | 3            |              |              |  |  |        |        |        |        |
|  | Colegio Nacional de Iquitos         | Colegio Nacional de Iquitos         |                                 |                                 |                               |                               |              |              |              |              |  |  |        |        |        |        |
|  | Coronel Bolognesi                   | Coronel Bolognesi                   | 1                               | 1                               |                               |                               |              |              |              |              |  |  |        |        |        |        |
|  | Coronel Bolognesi                   | Coronel Bolognesi                   | 1                               | 1                               | Colegio Nacional de Iquitos   | Colegio Nacional de Iquitos   | 3            | 3            |              |              |  |  |        |        |        |        |
|  |                                     |                                     |                                 |                                 | Colegio Nacional de Iquitos   | Colegio Nacional de Iquitos   | 3            | 3            |              |              |  |  |        |        |        |        |
|  |                                     |                                     | Club Centro Deportivo Municipal | Club Centro Deportivo Municipal | 0                             | 0                             |              |              |              |              |  |  |        |        |        |        |
|  | Club Centro Deportivo Municipal tab | Club Centro Deportivo Municipal tab | Club Centro Deportivo Municipal | Club Centro Deportivo Municipal | 0                             | 0                             | 1 (3)        | 1 (3)        |              |              |  |  |        |        |        |        |
|  | Club Centro Deportivo Municipal tab | Club Centro Deportivo Municipal tab |                                 |                                 |                               |                               |              | 1 (3)        |              |              |  |  |        |        |        |        |
|  | Asociación Deportiva Tarma          | Asociación Deportiva Tarma          | 1 (1)                           | 1 (1)                           |                               |                               |              |              |              |              |  |  |        |        |        |        |
|  | Asociación Deportiva Tarma          | Asociación Deportiva Tarma          | 1 (1)                           | 1 (1)                           |                               |                               |              |              |              |              |  |  |        |        |        |        |
|  |                                     |                                     |                                 |                                 |                               |                               |              |              |              |              |  |  |        |        |        |        |

### Torneo Descentralizado
| Rang | Équipe                           | Pts | J  | G  | N  | P  | Bp | Bc | Diff |
| ---- | -------------------------------- | --- | -- | -- | -- | -- | -- | -- | ---- |
| 1    | Universidad Técnica de Cajamarca | 46  | 30 | 19 | 8  | 3  | 56 | 27 | +29  |
| 2    | Universitario de Deportes        | 39  | 30 | 15 | 9  | 6  | 51 | 25 | +26  |
| 3    | Alianza Lima                     | 39  | 30 | 15 | 9  | 6  | 36 | 18 | +18  |
| 4    | Deportivo Municipal              | 36  | 30 | 11 | 14 | 5  | 34 | 26 | +8   |
| 5    | Carlos A. Mannucci               | 35  | 30 | 12 | 11 | 7  | 43 | 31 | +12  |
| 6    | Los Espartanos                   | 35  | 30 | 11 | 13 | 6  | 33 | 21 | +12  |
| 7    | FBC Melgar                       | 31  | 30 | 9  | 13 | 8  | 51 | 36 | +15  |
| 8    | Colegio Nacional Iquitos         | 30  | 30 | 11 | 8  | 11 | 39 | 26 | +13  |
| 9    | Octavio Espinosa                 | 29  | 30 | 10 | 9  | 11 | 32 | 32 | 0    |
| 10   | Sporting Cristal T               | 27  | 30 | 11 | 5  | 14 | 37 | 43 | -6   |
| 11   | Sport Boys                       | 26  | 30 | 7  | 12 | 11 | 23 | 32 | -9   |
| 12   | Coronel Bolognesi                | 23  | 30 | 8  | 7  | 15 | 32 | 42 | -10  |
| 13   | Deportivo Junín                  | 23  | 30 | 7  | 9  | 14 | 28 | 41 | -13  |
| 14   | Juventud La Joya                 | 23  | 30 | 8  | 7  | 15 | 34 | 49 | -15  |
| 15   | Asociación Deportiva Tarma       | 22  | 30 | 8  | 6  | 16 | 24 | 48 | -24  |
| 16   | Alfonso Ugarte                   | 16  | 30 | 6  | 4  | 20 | 19 | 75 | -56  |

|  | Qualification pour la Liguilla                   |
|  | Participation au barrage de promotion-relégation |
|  | T : Tenant du titre                              |

#### Liguilla
| Rang | Équipe                           | Pts | J | G | N | P | Bp | Bc | Diff |
| ---- | -------------------------------- | --- | - | - | - | - | -- | -- | ---- |
| 1    | Universitario de Deportes        | 11  | 5 | 5 | 0 | 0 | 20 | 5  | +15  |
| 2    | Universidad Técnica de Cajamarca | 8   | 5 | 2 | 2 | 1 | 5  | 7  | -2   |
| 3    | Los Espartanos                   | 5   | 5 | 2 | 1 | 2 | 4  | 8  | -4   |
| 4    | Alianza Lima                     | 3   | 5 | 1 | 1 | 3 | 6  | 6  | 0    |
| 5    | Carlos A. Mannucci               | 3   | 5 | 1 | 1 | 3 | 7  | 11 | -4   |
| 6    | Club Centro Deportivo Municipal  | 3   | 5 | 1 | 1 | 3 | 4  | 9  | -5   |

|  | Qualification pour la Copa Libertadores 1986 |

### Barrage de promotion-relégation
| Équipe 1       | Résultat | Équipe 2      |
| -------------- | -------- | ------------- |
| Alfonso Ugarte | 2 - 1    | Diablos Rojos |

## Bilan de la saison
| Championnat du Pérou de football 1985 |                                       |
| Champion                              | Universitario de Deportes (17e titre) |
| Qualifications continentales          |                                       |
| Copa Libertadores 1986                | Universitario de Deportes             |
| Copa Libertadores 1986                | Universidad Técnica de Cajamarca      |
| Promotions et relégations             |                                       |
| Promus en Primera División            |                                       |
| Relégués en Segunda División          |                                       |